# Body Love
Body Love ist ein Pornofilm aus den 1970er Jahren, gedreht und produziert von dem italienischen Regisseur Lasse Braun. Body Love gilt neben Sensations als einer der bedeutendsten Filme von Braun und stellt einen der Klassiker der Stilrichtung Porno Chic dar.

## Handlung
Baron von Goeneveld sorgt sich um seine Familie. Seine nymphomanische Ehefrau Glenda überrascht er, indem er ihr in einem verlassenen Haus zwei Liebhaber zur Verfügung stellt. Und zum 18. Geburtstag der Tochter lässt er eine Party organisieren, die in eine Orgie ausartet. 

## Hintergrund
Der Film wurde von der deutschen Love Film aus Bochum finanziert und kostete rund eine Million DM. Er wurde 1976 im Schloss Groeneveld in der niederländischen Gemeinde Baarn gedreht, die Dreharbeiten dauerten rund eine Woche.

### Entstehung der Filmmusik
Während der Dreharbeiten wurde das Album Moondawn von Klaus Schulze gespielt, ein sequenzerorientiertes Berliner-Schule-Album. Während des Schnitts stellte Braun fest, dass sich die Darsteller im Rhythmus der Musik bewegt hatten, so dass ein Soundtrack mit einem anderen Rhythmus nicht passen würde. Schließlich beauftragte er Klaus Schulze mit der Komposition der Filmmusik, die den Rhythmus von Moondawn haben sollte. Die LP erreichte den 2. Platz in den Importcharts des US-Magazins Billboard. Der Soundtrack ist bis heute erhältlich, allerdings wurde die ursprüngliche Gestaltung des Covers (mit Szenen aus dem Film) durch eine neutralere Gestaltung ersetzt.